# Exocarpos cupressiformis
Espèce
Classification APG III (2009)
Exocarpos cupressiformis, est un arbre endémique d'Australie, de la famille des Santalaceae. Il pousse dans les forêts sèches des côtes Est.
C'est un petit arbre - ou un grand buisson - semiparasite sur les racines d'autres espèces. Les feuilles sont réduites à de petites écailles et ce sont les tiges qui font la photosynthèse. Il ressemble grossièrement à un cyprès.
Ses fleurs sont regroupées en petits bouquets; les fruits sont des noix sphériques sur un court pédoncule qui lorsque le fruit murit, grossit et devient rouge. il ressemble à une petite cerise et est comestible.

## Galerie

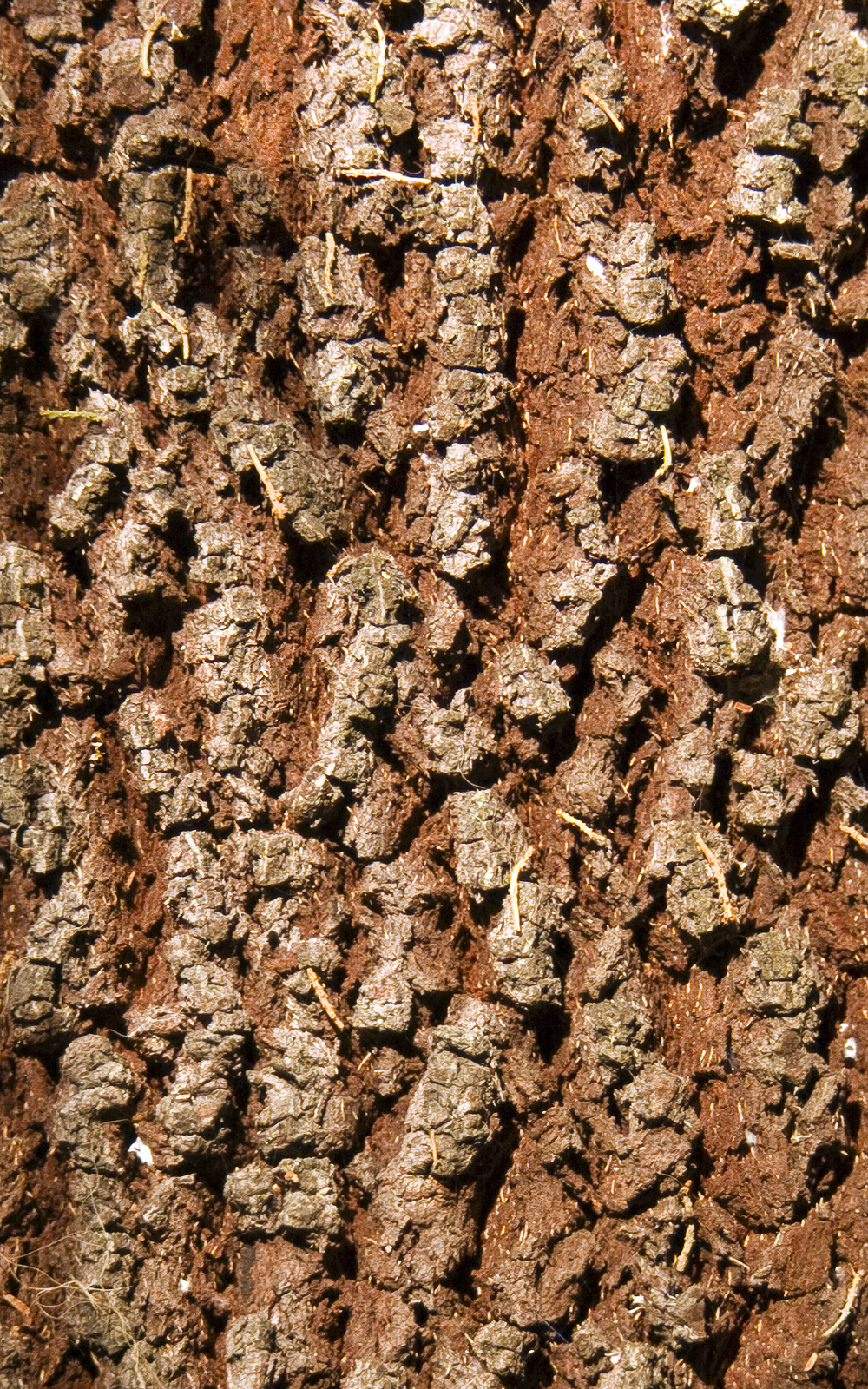
Écorce
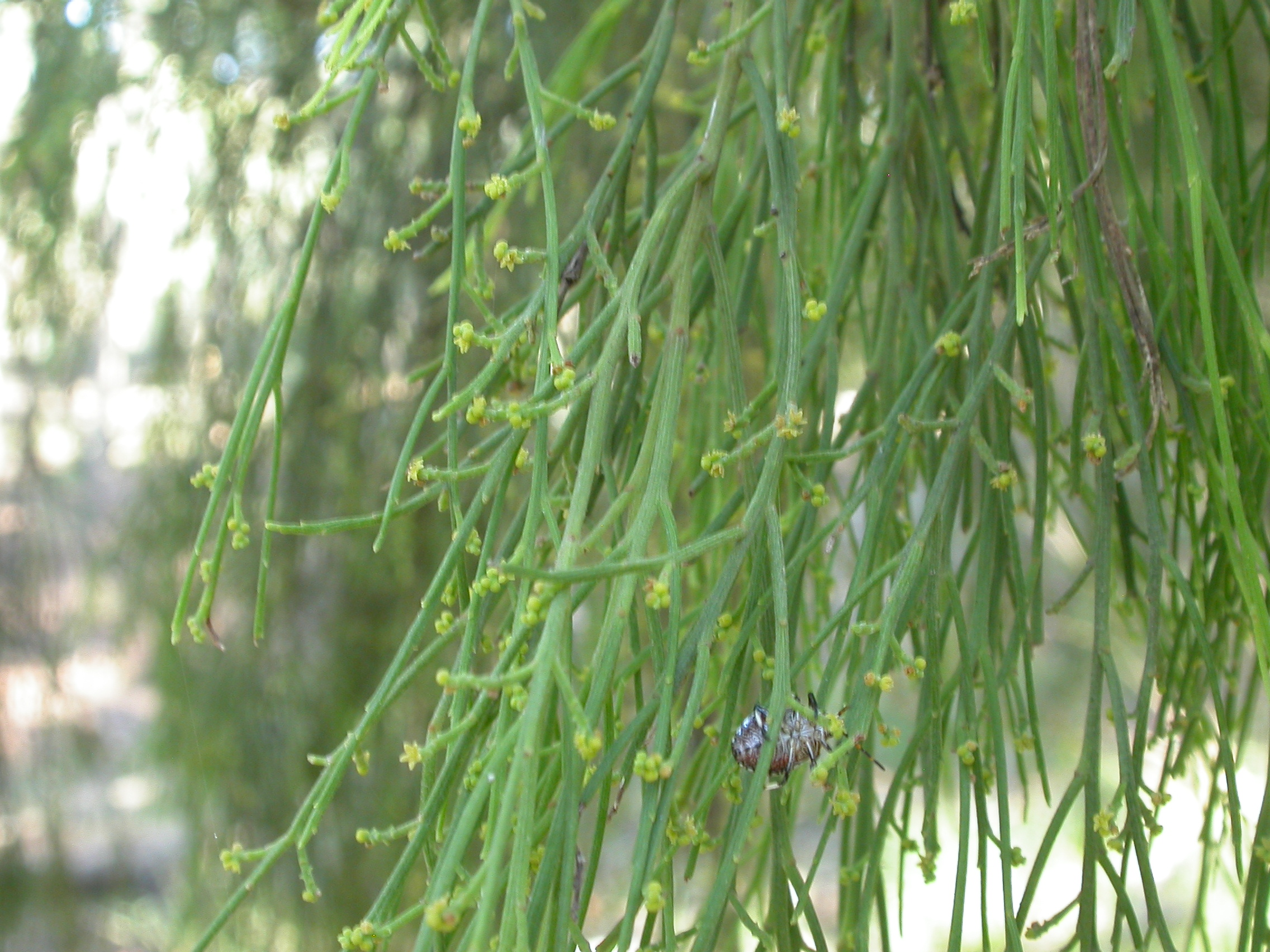
Branches
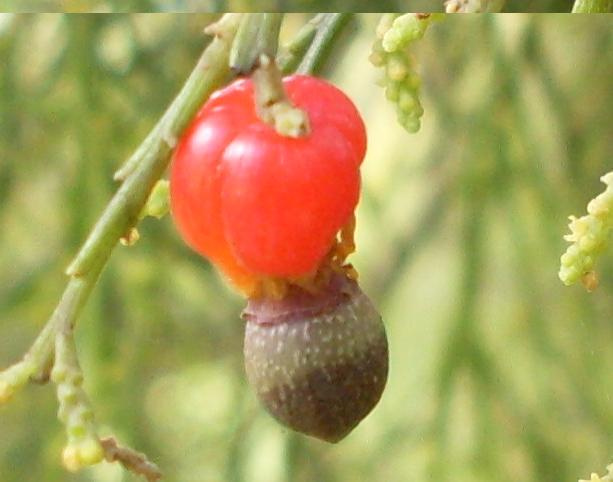
Fruit
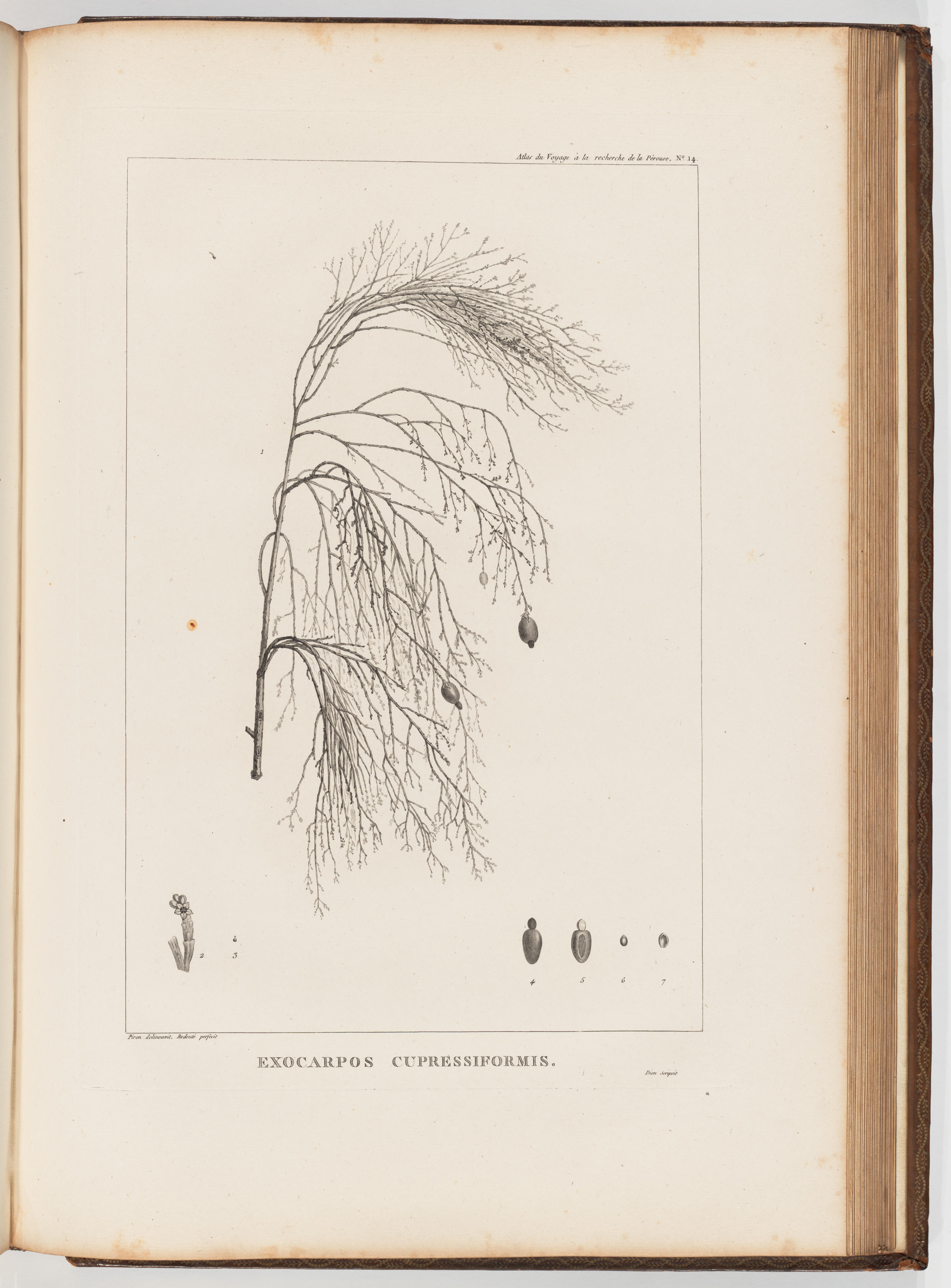
Planche botanique, 1792